# Bob McCann
Robert Glen McCann, detto Bob (Morristown, 22 aprile 1964 – Knightdale, 1º luglio 2011), è stato un cestista statunitense, professionista nella NBA, in Europa, Asia e Sudamerica.

## Carriera
Venne selezionato dai Milwaukee Bucks al secondo giro del Draft NBA 1987 (32ª scelta assoluta).

## Palmarès
- Copa Príncipe de Asturias: 1

Ourense: 2000